# Corpo di spedizione italiano nel principato d'Albania
Il corpo di spedizone italiano in Albania si instaurò in quel paese nel 1914 con l'occupazione della baia di Valona e dell'isola di Saseno. Prese poi parte alla "campagna di Albania", promossa dal governo italiano allo scopo di contrastare le forze austro-ungariche nell'ambito delle operazioni sul fronte balcanico nella prima guerra mondiale. Nel 1920, a seguito di una crisi con gli albanesi e del trattato di Tirana, l'Italia abbandonò Valona mentre annesse Saseno.

## Le truppe italiane in Albania
La nascita di uno Stato indipendente albanese fu sostenuta dalla grandi potenze europee, in particolare da Austria-Ungheria e Italia. Entrambi questi stati cercavano di controllare l'Albania che, nelle parole del ministro degli Esteri italiano, Tommaso Tittoni, avrebbe dato una "supremazia incontestabile nell'Adriatico".
La situazione di instabilità politica in Albania successiva alla conclusione delle guerre balcaniche, portò, nei mesi successivi allo scoppio della prima guerra mondiale, ad un intervento italiano. Il 30 ottobre 1914 fu inviata in Albania una missione sanitaria, mentre nel dicembre l'11º Reggimento bersaglieri sbarcò a Valona.

## I presupposti dell'occupazione nel Patto di Londra
Pur essendo l'Albania uno Stato indipendente e sovrano, costituito nel 1912 su parte dei territori persi dall'Impero ottomano nelle guerre balcaniche, l'Italia, tra le condizioni per entrare a loro fianco nella prima guerra mondiale, concordò con le potenze della Triplice intesa alcune clausole del Patto di Londra (26 aprile 1915) concernenti il futuro dei territori albanesi.
Nell'articolo 6 del trattato, infatti, veniva stabilito che l'Italia avrebbe ottenuto la piena sovranità su Valona, sull'isola di Saseno e su "un territorio sufficientemente esteso per assicurare la difesa di questi punti" (dalla Voiussa a nord e all'est, approssimativamente, fino alla frontiera settentrionale del distretto di Chimara al sud). L'articolo 7 stabiliva invece il seguente:
Naturalmente tale accordo vincolava esclusivamente le potenze firmatarie.

## La campagna della grande guerra
La presenza italiana in Albania si stabilizzò con lo sbarco nel dicembre del 1915 di un intero corpo di spedizione comandato dal generale Emilio Bertotti onde prevenire un'eventuale occupazione austriaca, che poco dopo avrebbe violato la neutralità del vicino Regno di Montenegro. Una brigata, con circa 9.000 uomini, al comando del generale Giacinto Ferrero occupò la roccaforte di Durazzo ma dovette evacuarla nel febbraio via mare, dopo l'attacco di due brigate austriache.
La presenza italiana crebbe fino alla nascita, nel maggio 1916, del XVI Corpo d'Armata italiano in Albania, arrivando a contare 100 000 uomini, al comando del generale Settimio Piacentini, e che operò anche nella zona dei laghi di Ocrida e di Prespa. Ciò permise alle forze italiane di effettuare il salvataggio dei resti dell'esercito serbo, alleato dell'Italia, in rotta di fronte all'invasione austriaca.
Questa situazione portò le forze italiane (di stanza ad Argirocastro) e quelle francesi (a Coriza), assecondando anche lo sviluppo del fronte dei Balcani, ad entrare nel nord dell'Epiro nel settembre del 1916, dopo aver ricevuto l'approvazione della Triplice intesa.

### La fine della campagna

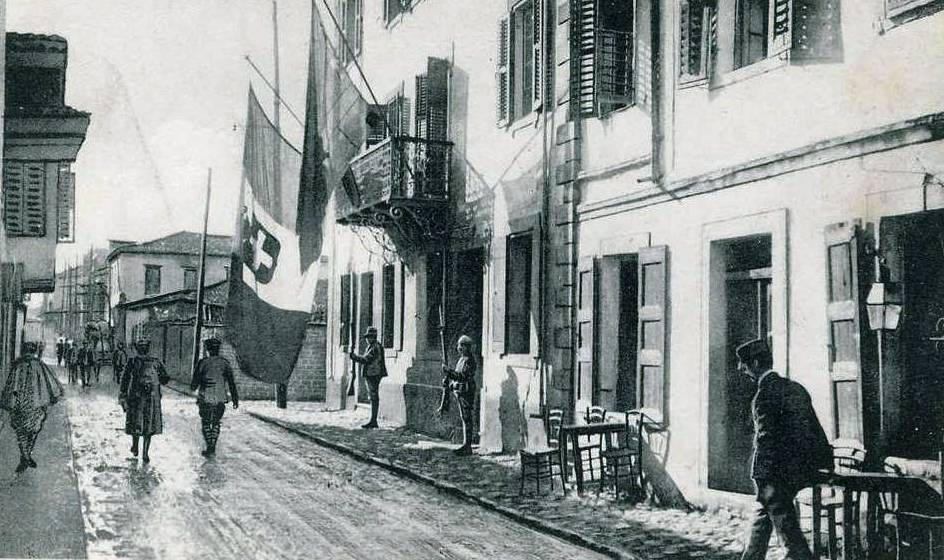
Cartolina da Valona con soldati italiani durante la prima guerra mondiale

Il 3 giugno 1917, in occasione dell'anniversario dello Statuto albertino, fu pubblicato ad Argirocastro un proclama del generale Ferrero, autorizzato dal ministro degli Esteri Sidney Sonnino, con cui si assicurava l'indipendenza albanese sotto protezione italiana.
"A tutte le popolazioni albanesi. Oggi, 3 giugno 1917, fausta ricorrenza delle libertà statutarie italiane, noi, tenente generale GIACINTO FERRERO, comandante del Corpo italiano di occupazione in Albania per ordine del Governo del Re Vittorio Emanuele III, proclamiamo solennemente l'unità e l'indipendenza di tutta l'Albania, sotto l'egida e la protezione del Regno d'Italia. Per questo atto, albanesi! avrete libere istituzioni, milizie, tribunali, scuole rette da cittadini albanesi, potrete amministrare le vostre proprietà, il frutto del vostro lavoro a beneficio vostro e per il beneficio sempre maggiore del vostro paese. Albanesi! Dovunque siate, o già liberi nelle terre vostre o esuli nel mondo o ancora soggetti a dominazioni straniere, larghe di promesse ma di fatto violente e predatrici; voi che di antichissima e nobile stirpe avete memorie e tradizioni secolari che si ricongiungono alla civiltà romana e veneziana; voi che sapete la comunanza degli interessi italo albanesi sul mare che ci separa e ad un tempo ci congiunge, unitevi tutti quanti e siate uomini di buona volontà e di fede nei destini della vostra patria diletta; tutti accorrete all'ombra dei vessilli italiani e albanesi per giurare fede perenne a quanto viene oggi proclamato in nome del Governo italiano per un'Albania indipendente con l'amicizia e la protezione dell'Italia".

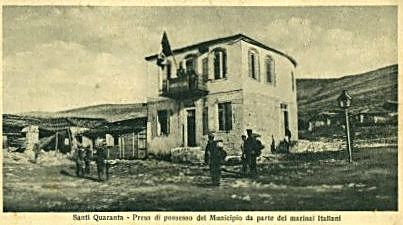
L'occupazione italiana di Santi Quaranta (Saranda) nel 1917

Era evidente l'intenzione del governo italiano di dare attuazione alle clausole del Patto di Londra prescindendo dagli esiti della Guerra mondiale. Il proclama di Argirocastro, infatti, fu seguito, a distanza di poche settimane, dall'occupazione italiana di Giannina, capitale dell'Epiro, che era già presidiata dai Greci.
Nel settembre 1918 in Albania, l'armata tricolore dislocata tra Elbasan e Tomor dilagava verso la Macedonia, nell'ottobre successivo furono occupate Durazzo, Tirana e Scutari e ai primi di novembre anche Dulcigno e Antivari nell'attuale costa montenegrina.
Successivamente furono occupate Monastir e Kruševo nella Macedonia occidentale popolata anche da popolazioni aromune, che accolsero con favore la liberazione dai Bulgari.

## L'accordo Tittoni-Venizelos
A guerra terminata, le clausole del Patto di Londra si rivelarono in controtendenza con i princìpi della Conferenza per la pace. A Parigi, infatti, le potenze vincitrici accolsero i principi di nazionalità e di autodeterminazione dei popoli, quest'ultimo propugnato dal presidente statunitense Wilson, che non aveva sottoscritto il patto di Londra. Quando il Governo italiano si rese conto dell'impossibilità di proseguire sulla propria linea di espansione territoriale nell'Adriatico, rassegnò le dimissioni.
Il nuovo ministro degli Esteri italiano, Tommaso Tittoni, tentò di guadagnare l'appoggio greco alle mire espansionistiche dell'Italia, concludendo un accordo segreto (29 giugno 1919) con il Primo ministro Eleutherios Venizelos: la Grecia avrebbe appoggiato le richieste italiane di un mandato in Albania e dell'annessione di Valona, mentre l'Italia avrebbe acconsentito a rettifiche territoriali nel nord dell'Epiro e appoggiato la Grecia per l'annessione di territori già facenti parte dell'Impero ottomano (Epiro, Macedonia, Tracia meridionale).
I mandati erano una forma di "amministrazione fiduciaria" esercitata dagli Stati vincitori per veicolare l'indipendenza dei popoli extra-europei già sottomessi alle potenze sconfitte nella prima guerra mondiale. L'accordo, quindi, era sfavorevole all'Albania, che era già stata riconosciuta come Stato indipendente sin dal 1912; di conseguenza, la limitazione della sua sovranità, da parte dell'Italia, avrebbe prodotto un altro caso di violazione del principio di nazionalità nel settore balcanico, scoprendo ulteriormente il fianco alle critiche jugoslave - già in contesa con l'Italia per la definizione dei confini giuliani e dalmati - concernenti un presunto imperialismo italiano. La Grecia, al contrario, si garantiva l'appoggio dell'Italia per l'annessione di territori già facenti parte dello sconfitto Impero Ottomano, ma abitati da popolazione greca e, quindi, in linea con il principio di autodeterminazione dei popoli.

## La rivolta dei Bersaglieri, il ritiro da Valona e il trattato di Tirana

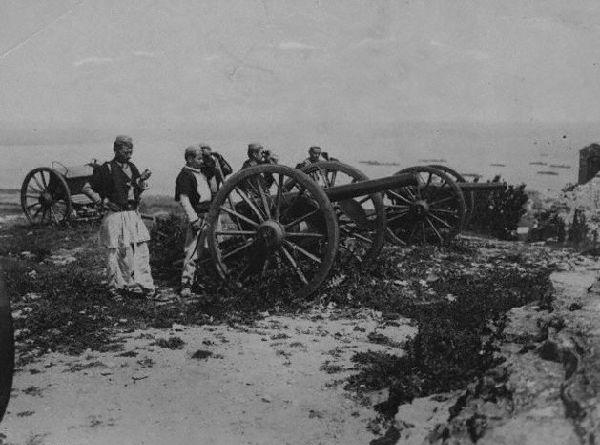
Cannoni italiani catturati da irregolari albanesi

Il mese successivo, i Greci però resero pubblico l'accordo. Le conseguenze furono disastrose per l'Italia, che fu costretta a fronteggiare una rivolta anti-italiana a Valona, mentre il governo filo-italiano nell'Albania del Sud, con sede a Durazzo, veniva rovesciato; nel frattempo, a Tirana si installava un governo ostile all'Italia. L'espansione della rivolta di Valona, che vedeva la guarnigione italiana assediata, portò Carlo Sforza, Ministro degli Esteri nel successivo Governo Giolitti V a denunciare l'Accordo Tittoni-Venizelos. Tuttavia la propaganda anti-italiana si intensificò e l'odio albanese verso l'occupazione italiana divenne una sommossa popolare.

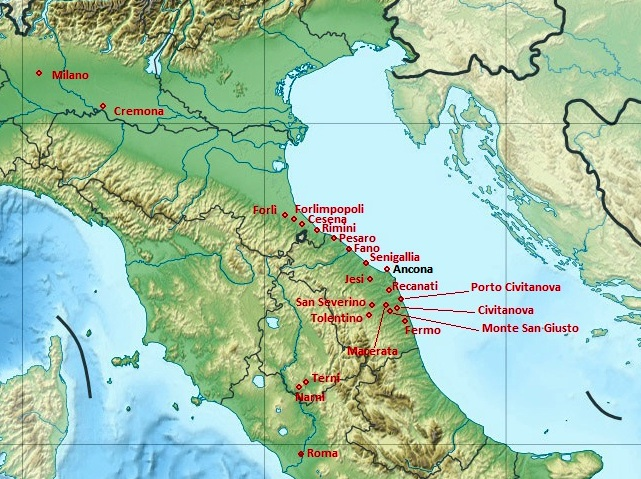
L'estensione della rivolta contro l'occupazione dell'Albania, da Ancona ad altre città italiane (26-29 giugno 1920)

In quel momento in Italia scoppiarono dei moti di piazza legati all'invio di truppe in Albania: il 26 giugno 1920 iniziò la Rivolta dei Bersaglieri, moto popolare partito da una caserma di Ancona nella quale un reggimento di soldati si rifiutò di partire per Valona. Il moto poi fu subito appoggiato dalla popolazione civile e si diffuse anche in altre città, fino ad arrivare ad uno sciopero generale, con il motto "Via da Valona". Il governo italiano represse nel sangue la rivolta, inviando ad Ancona alcune navi per bombardare la città. Il fatto però convinse il governo italiano a rinunciare all'occupazione: con il Trattato di Tirana (20 luglio 1920) e il successivo trattato di amicizia con gli albanesi (2 agosto 1920), l'Italia riconobbe l'indipendenza e la piena sovranità dello Stato albanese e le truppe italiane lasciarono il Paese. Inoltre il trattato sancì il ritiro italiano da Valona, con il mantenimento dell'isolotto di Saseno, a garanzia del controllo militare italiano sul canale di Otranto.
Il testo del patto diceva: L'Italia si impegna a riconoscere e difendere l'autonomia dell'Albania e si dispone senz'altro, conservando soltanto Saseno, ad abbandonare Valona. Diciannove anni più tardi, nel 1939, il governo fascista intraprese una seconda occupazione italiana del Regno di Albania.